# 이동주 (1964년)
이동주(李東胄, 1964년 10월 16일 ~ )는 前 대한민국 국무총리 비서실 정무기획비서관을 지낸 정치인이며 기업가이다.

## 주요 경력
경상북도 문경에서 출생한 그는 2010년 국회 정책연구위원을 지냈고 그 후 2015년에서 2016년까지는 국무총리 비서실 정무기획비서관을 지냈다.

### 주요 이력
- 2010.01 ~ 2010.12 국회 정책연구위원
- 2011.07 ~ 2012.07 새누리당 당무위원 겸 기획조정국장
- 2012.07 ~ 2013.07 새누리당 정책위원회 국토교통수석전문위원
- 2015.04 ~ 2016.03 국무총리 비서실 정무기획비서관
- 2016.04 ~ 대한건설근로자공제회 상임감사
- 2017.03 ~ 2017.04 자유한국당 당무위원 겸 상임위원
- 2018.03 ~ 2018.06 바른미래당 당무위원

## 참고 자료
- 이동주 前 대한민국 국무총리 비서실 정무기획비서관
- 이동주 前 대한민국 새누리당 기획조정국장 겸 상임위원
- 보트 비전 - 이동주 前 대한민국 자유한국당 당무위원 겸 근로복지행정특보위원

## 역대 선거 결과
| 실시년도 | 선거  | 대수 | 직책     | 선거구   | 정당     | 득표수      | 득표율         | 순위          | 당락 | 비고         |
| -------- | ----- | ---- | -------- | -------- | -------- | ----------- | -------------- | ------------- | ---- | ------------ |
| 2012년   | 총선  | 19대 | 국회의원 | 비례대표 | 새누리당 | 9,130,651표 | \| \| 42.8% \| | 비례대표 30번 | 없음 | 승계 전 탈당 |
|          | 42.8% |      |          |          |          |             |                |               |      |              |